# Makhxirin
Makhshirin (en hebreu: מסכת מכשירין) (transliterat: Masechet Makhshirin) és el vuitè tractat de l'ordre talmúdic de Tohorot, de la Mixnà i el Talmud. Segons Levític 11:34 i Levític 11:37, els aliments poden tornar-se ritualment impurs, solament si aquests han estat prèviament humitejats amb aigua, el tractat de Makhxirin es refereix als líquids que tenen aquesta qualitat. Aquest tractat és esmentat en la Tosefta. Segons Levític 11:38, hi ha d'haver una intenció prèvia, o un desig per part del propietari de l'aliment, perquè aquest aliment sigui prèviament humitejat. El tractat tracta principalment sobre dues qüestions: els líquids que fan possible que el menjar es torni ritualment impur, i la intenció prèvia per tal que aquest menjar sigui humitejat. Cada motiu que fa possible que el menjar s'humitegi és detallada en el tractat: això pot ser a causa de la pluja, la humitat, o bé degut a diverses causes. El tractat conclou amb una discussió sobre els líquids diferents de l'aigua, que fan que l'aliment pugui esdevenir ritualment impur.